# Język warao
Język warao (inaczej: guarao, guarauno lub warrau) – południowoamerykański język izolowany używany przez lud Warao w Wenezueli i niewiele osób na terenie Surinamu i Gujany.